# Laodameia
Laodameia Akasztosz lánya, Próteszilaosz felesége a görög mitológiában.

## Története
A görögök jóslatot kaptak: "Aki először lép a görögök közül Trója földjére, elsőnek leli ott halálát."
Eredetileg Akhilleusz lett volna az első, de anyja, Thetisz figyelmeztette a jóslatra. Helyette Próteszilaosz vállalkozott a feladatra, feláldozva önmagát a görögökért. Hektór nyilával kioltotta az életét, amint partot ért. A görögök úgy vélték, hogy ez egyfajta beavatási szertartásnak mintegy az áldozati részé "Próteszilaosztól kapta Iliosz az első beavatást...". Emiatt nagy tiszteletben részesítették, és Elaiuszban - a Hellészpontosz túlpartján - magas sírhalmot emeltek az emlékére.
Próteszilaosz egy napi házasság után indult útnak Trója felé, és maga mögött hagyta ifjú feleségét, és félig kész házát. Felesége azonban nem tudott belenyugodni abba, hogy többé nem ölelheti kedvesét. Férje halála után nem apjához, Akasztoszhoz költözött, hanem nagyapjának, Oineusznak a házába. Nem akart ugyanis, hogy más férfihez adják. Ehelyett Dionüszosz éjszakai beavató szertartásaira járt, melyért jutalom gyanánt nem Dionüszosz, hanem saját férje jelent meg, akivel egyesülhetett, és örökké együtt lehettek.
Az Alvilág istenei három órára engedték meg Próteszilaosznak, hogy visszatérjen, és élő, hús-vér férfiként léphessen felesége elé. Mikor le telt a három óra, Próteszilaosznak vissza kellett térnie az alvilágba. Laodameia olyannyira nem bírta elviselni szeretett férje hiányát, hogy egy viaszból szobrot készíttetett magának férjének mintájára. Neki beszél mindent és ölelgeti. Egy szolga épp a háza előtt ment el, amikor meglátta, hogy Laodameia a szobrot ölelgeti. A szolga azt hitte, hogy egy idegen férfi van a házban, ezért elszaladott szólni a királynak, Laodameia apjának. Az apja dühösen rontott be a szobába, majd mikor meglátta, hogy a lánya férje hasonmását ölelgeti megesik a lányán a szíve. Azt gondolja, Laodameiának így lesz a legjobb, nem akarta kínozni. Amikor a Akasztosz a szobrot a tűzre veti, Laodameia annyira elkeseredik, hogy a tűzbe veti magát a férje szobra után.

## Elnevezésbeli probléma
Próteszilaosz feleségének neve:
- Polüdóra = "ajándékokban gazdag" (ez esetben apja Meleagrosz)
- Laodameia = "népeket-leigázó" (ez esetben Akasztosz az apja) - ez a változat élt tovább az európai irodalomban

## Irodalmi feldolgozásai
- 1. Homérosz: Iliasz

(II. ének 695-710. sor)
A hajók katalógusában szerepel Próteszilaosz is. A következőket tudjuk meg róla: Ő vezeti Phülaké, Püraszosz, Ítón, Ankhialosz, Antrón és Pteleosz népét. Egy trósz lenyilazta, mialatt ő elsőként lépett Trója földjére. Félig kész házat hagyott hátra maga mögött Phülakéban, és bánattal teli özvegyet. Iphiklosz gyermeke volt, ő volt az idősebb és a vitézebb a két gyermek közül. Testvérét Podarkésznek nevezték. Negyven hajó követte Próteszilaoszt.
megjegyzések: a. Apollodórosz mitológiájával ellentétben itt nincs megnevezve Próteszilosz gyilkosa, pusztán csak annyi, hogy egy trósz lenyilazta. Nincs megnevezve, ami természetesen még nem zárja ki, hogy Hektór lett volna az elkövető.
b. Kerényi mitológiájában Próteszilaosz a kisebb gyermek. Ez amiatt érdekes, mert Kerényi felhasználta az Iliaszt, több helyütt is hivatkozik rá. Nem csak ezt az összefüggő Próteszilaoszról szóló részt használja.
- 2. Euripidész: Próteszilaosz (nem maradt fenn)

- 3. Catullus: LXVIII. verse

A vers két elkülönített részből áll. az A-val jelzett, második részben jelenik meg Laodameia. A hatalmas szerelemérzés illusztrálására hozza példának. A vers egy köszönet ürügyén íródik, és ez a tulajdonképpeni tárgya. A lírai én megköszönje barátjának, hogy tiltott szerelmének helyet biztosított. Olyan "fedelet, melynek alatta szerelmünket tudtuk gyakorolni". Az érzés, amit ilyen alkalmakkor érzett az majdnem, vagy pont olyan volt, mint a Laodameiaé.
forrás: Caius Valerius Catullus Összes versei, Magyar Helikon1967.
- 4. Ovidius: Hősnők levelei (XIII.)

A fictív levelek között Laodameia is "ír" egyet férjének. A legfrissebb hír, amit tud róla, hogy Auliszban - ahol gyülekeztek a hajók - szélcsend van, és emiatt egyelőre nem tudnak tovább menni. A búcsúzás fájdalmait idézi fel a költeményben, és hogy miként szállt el belőle az élet, amint már a Próteszilaosz hajóvitorláját sem látta. Elájult, és az azt követő ébredés már csak kín volt neki. Bánatában nem foglalkozik a külsőségekkel, és elhatározza, hogy amíg férje haza nem tér, nem vesz fel díszes ruhát. Ezzel fejezvén ki együttérzését, vagy inkább hűségét iránta. Aztán a felelősöket keresi jajveszékelésben, Pariszt, aki rabolt, és Menelaoszt, aki más bőrén küzd hiúságáért. S amint csak rágondol azokra a tájakra, ahol kedvese harcolhat, elkapja a félelem és a rettegés. A kétségbeesés logikája ébred benne. S arra kéri, hogy óvakodjék a harctól, mert szeretőnek való, nem harcosnak.
Egy baljós jelt említ. Elmenőben a küszöbben megbotlott Próteszilaosz. Most ez ejti kétségbe, és azon töpreng, hogy milyen rossz lehet annak, aki elsőnek veszíti el az urát. Áldozatot mutat be aztán, és elképzeli, hogy milyen lesz, amikor visszatér. Újból előtör belőle, hogy ez csak ábránd, és addig sodródnak az érzelmei, hogy a trójai nőket irigyeli, mert ők maguk adhatják férjeikre a harci fegyvereket, és este - ha hazatér a kedves -, ők maguk vehetik le elnyűtt testéről, s közben egy kis enyelgésre is adódhat alkalom.
Legvégül a viaszszoborról beszél, amellyel férje hiányát próbálja valamelyest enyhíteni, beszél hozzá, mintha élő lenne. Búcsú kérése, "hogyha vigyázni akarsz rám, te-magadra vigyázz".
forrás: Publius Ovidius Naso, Hősnők levelei, Helikon Kiadó, Békéscsaba, 1985.
- 5. Lukianosz: Aiakosz, Próteszilaosz, Menelaosz és Parisz

Az alaphelyzet az, hogy az Alvilágban vagyunk. Nyitóképként Prótesziláosz fojtogatja Helenét. Aiakosz fékezi Prótesziláoszt, és kérdezi tettének okát. Prótesziláosz indoka az, hogy miatta kellett meghalnia, és félkész házát, valamint hitvesét ott hagynia. Aiakosz szerint Menelaosz a hibás, aki ilyen ledér nőért képes volt Trója ellen vezérelni annyi görögöt. Próteszilosz hát Menelaosznak esik, aki Pariszra tereli a felelősséget, hisz ő a szent vendégjogot sértette meg gaz tettével. Próteszilosz neki is igazat ad, így hát Pariszt ragadja meg a grabancánál. Aki pedig már egy másik szférába mutat a bűnösre, Erószra, aki a szerelemben mindkettőjüket vezérelte. S arra hivatkozik, hogy ezt az érzést Próteszilaosz éppúgy ismeri mint ő. Így hát Próteszilaosz, magában felindulva azt mondja, hogy csak Erószt tudná megkaparintani. Itt újból Aiakosz, aki a védelmező szerepében lép fel. S azt mondja, hogy a valódi hibás az maga Próteszilosz, aki a veszélytől annyira megrészegült, hogy még a feleségéről is megfeledkezett. Próteszilaosz csak ennyit felel védekezésképpen: a "Végzet, amely eleve ezt a sorsot jelölte ki nekem".
elemzés: Itt éppúgy, mint az Iliaszban, Próteszilaosz van a középpontban. Laodameia csak mint férje tetteinek egyik motiváló ereje jelenik meg. A mítoszból itt csak annyi derül ki, a dialógusokból, hogy feleséget és félkész házat hagyott maga mögött, és hogy a nagy trójai háborúban elesett egyik görög. De voltaképp ez sem informáló szereppel hangzik el, hanem mint a párbeszéd feszültségének megteremtő eszköze. A hős tett az alvilágban már egészen más megítélésben értelmeződik, mint a földi síkon. Az egész történetben láncszerűen halad a felelősség hárítása. Próteszilaosz, mint egy bűnbak-keresésre indul a rövid történet elején. S végül Aiakosz közreműködésével magához jut el. Ő azonban tovább hárítja, a Végzetre.
'Lukianosz cinikus hangvétele ebben a művében is megjelenik, az ő viszonya kétséget kizáróan gúnyos, nem hisz már a mítoszokban, a mitikus hősökben és az istenekben.'
forrás: Lukianosz, Istenek, halottak, hetérák, Európa Könyvkiadó, Budapest, 1958.
Szerb Antal, A világirodalom történet, Magvető, 1941, 70.
- 6. William Wordsworth: Laodameia

Laodameia áldozatot mutat be, hogy férjével újra találkozhasson. Meghallgatásra talál, Hermész odavezeti hozzá Próteszilaoszt. Lodameia nem tudja, hogy csak a képzelete játszik-e vele, vagy valóban holt férjét látja maga előtt. Ölelni próbálja, de nem tudja, mert testet nem öltött. Laodameia szeretne újból férjével tölteni egy éjszakát. Próteszilaosz azonban nyugtatja, mert az istenek rendelése más. Elmeséli a történteket, és azt mondja hitvesének, hogy nem a szenvedélyes, hanem a hű szerelem az, mely kedves az istenek előtt. A vers vége az, hogy Hermész elviszi Próteszilaoszt, Laodameia pedig holtan marad a padlón, és ő nem kerül Elysiumba. A kép a természet gyászával zárul, és a mítoszból ismert legendával, miszerint Próteszilaosz sírhelyén nőtt fa, amint akkora lenne, hogy megláthatná Tróját, elszárad, majd újra hajt.
forrás: William Wordsworth, Laodameia, in. Wordsworth és Coleridge versei, Európa Könyvkiadó, Budapest, 1982.
- 7. Babits Mihály: Laodameia